# Rhodolit
Rhodolit je minerál, patřící do skupiny granátů. Jedná se o odrůdu pyropu s obsahem asi 70% pyropové a 30% almandinové složky. Jméno rhodolit má základ v řeckých slovech "rhodon" - růže a "lithos" - kámen, ovšem více jeho barvou připomíná květy rhododendronu než růže. Poprvé byl nalezen v 17. století v Severní Karolíně v USA, ovšem dnes pochází převážná většina brusného materiálu z východní Afriky, kde se nachází veliké ložisko vzorků ze široké skupiny granátů.

## Vznik
Vzniká společně s magmatickými ultrabazickými horninami jako jsou peridotity, kimberlity nebo eklogity. Metamorfní se vyskytuje v kvarcitech, můžeme ho nalézt také v rozsypech.

## Využití
Rhodolit je považován za nejušlechtilejší z červených granátů s nejkrásnějším barevným odstínem. Má dosti silný lesk, dokonce intenzivnější než rubín či safír a nachází se v poměrně velkém množství. Brousí se jako drahý kámen a pro svou nádhernou barvu je velice žádaným klenotem.

## Výskyt
- Severní Karolína, USA
- Mosambik, Afrika